# 밥 맥아두
밥 맥아두(Bob McAdoo, 본명: Robert Allen McAdoo Jr., /ˈmækəˌdu/ MAK-ə-doo, 1951년 9월 25일 ~ )는 미국의 전직 프로 농구 선수이자 코치이다. 전미 농구 협회(NBA)에서 14시즌을 뛰었으며 NBA 올스타에 5회 선정되었고 1975년에는 NBA 최우수 선수(MVP)로 선정되었다. 쇼타임 동안 로스앤젤레스 레이커스에서 NBA 챔피언십을 2회 우승했다. 1980년대 시대. 2000년에 McAdoo는 네이스미스 농구 명예의 전당에 입성했다. 2021년 NBA 75주년 기념팀에 임명되었다.
맥아두는 그의 경력 대부분을 센터로 뛰었다. 21시즌의 선수 경력 중 그는 NBA에서 14시즌을 보냈고 마지막 7시즌은 이탈리아 레가 바스켓 세리에 A에서 보냈다. 맥아두는 선수로서 NBA와 FIBA 유로피언 챔피언십(유로리그) 타이틀을 모두 획득한 몇 안 되는 선수 중 한 명이다. 그는 나중에 마이애미 히트의 보조 코치로 2006년, 2012년, 2013년에 3번의 NBA 타이틀을 더 획득했다.

## 프로 경력
- 1972년 ABA 및 NBA 드래프트
- 버팔로 브레이브스 (1972-1976)
- 뉴욕 닉스(1976~1979)
- 보스턴 셀틱스 (1979)
- 디트로이트 피스톤스 (1979-1981)
- 뉴저지 네츠 (1981)
- 로스앤젤레스 레이커스(1981~1985)
- 필라델피아 세븐티식서스 (1986)
- 이탈리아 리그 (1987-1992)